# 버지니아 크리스틴

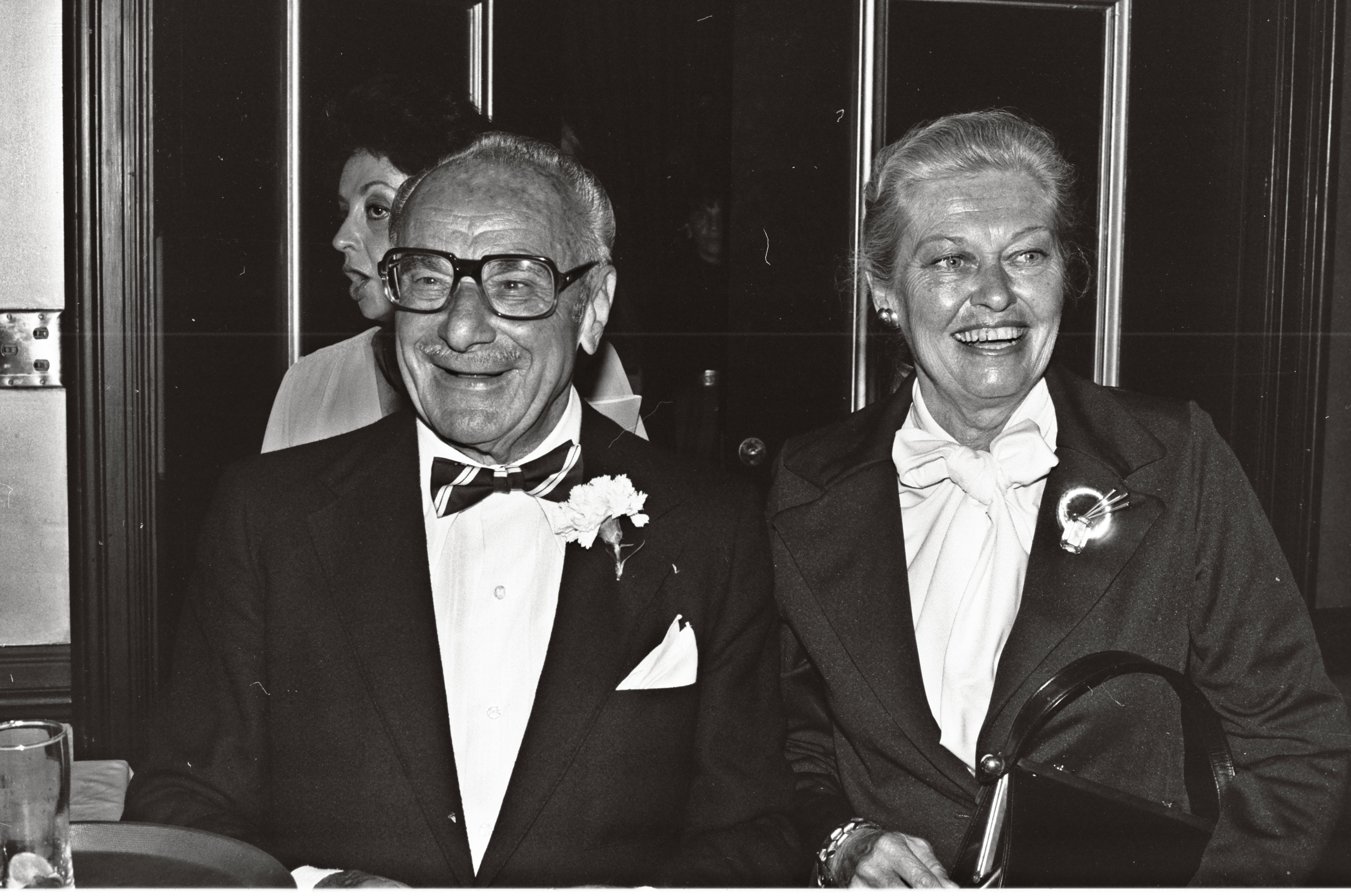

버지니아 크리스틴(Virginia Christine, 1920년 3월 5일 ~ 1996년 7월 24일)는 미국의 영화배우, 텔레비전 배우, 연극 배우, 성우, 배우이다.
몽고메리군 (아이오와주)에서 태어났으며 로스앤젤레스에서 사망하였다. 사인은 심혈관계 질환이다.

## 영화
- 초대받지 않은 손님 (1967년)
- 빌리 더 키드 버서스 드라큐라 (1966년)
- FBI (1965년)
- 킬러 (1964년) - 미스 왓슨 역
- 도망자 (1963년)
- 포 포 텍사스 (1963년)
- 국제 음모 (1963년)
- 벤 케이시 (1961년)
- 뉘른베르크의 재판 (1961년)
- 플레이밍 스타 (1960년)
- 추격 (1959년)
- 보난자 (1959년)
- 선셋 77번가 (1958년)
- 페리 메이슨 (1957년)
- 케어리스 이어스 (1957년)
- 저것이 파리의 등불이다 (1957년)
- 외계의 침입자 (1956년) - 윌머 렌츠 역
- 딜론 보안관 (1955년)
- 굿모닝 미스 도브 (1955년)
- 슈퍼맨 - 54년작 4 (1954년)
- 애보트와 코스텔로- 크리스마스 쇼 (1952년)
- 하이 눈 (1952년)
- 맨 (1950년)
- 시라노 (1950년)
- 살인자들 (1946년)
- 미이라의 저주 (1944년)
- 엣지 오브 다크니스 (1943년)